# Dżubajta
Dżubajta (arab. جبيتا) – wieś w Syrii, w muhafazie Hama. W 2004 roku liczyła 687 mieszkańców.